# Attilio del Giudice
Attilio del Giudice (Caserta, 22 maggio 1935) è uno scrittore, pittore e videasta italiano.

## Biografia
Per molti anni ha lavorato, come psicologo, nelle istituzioni pubbliche preposte all'orientamento e alla consulenza psicopedagogica, occupandosi prevalentemente del colloquio clinico e della ricerca psicosociale. Ha condotto studi sulla coesione e sui ruoli sociali nei piccoli gruppi, studi che hanno prodotto il saggio scientifico Il ruolo sociale nell'intuizione degli insegnanti e nell'analisi sociometrica (Ed. Cortese, Napoli).
L'esordio letterario avviene nel 1988 con le raccolte di racconti Storie terrestri e non (Seri Brokers) ed Eventi precipitati (Ripostes, 1989). Nel 1998 il primo romanzo Morte di un carabiniere viene pubblicato da Minimum Fax, seguito da Città amara per lo stesso editore. Negli anni successivi scrive Bloody muzzare' e La vita incagliata, nuovi romanzi pubblicati da Leconte.
Il ritorno all'antologia di racconti arriva con Una barchetta di carta per Gaffi, accompagnato da una breve presentazione di Andrea Carraro, e nel 2019 con L'uccellaccio di Kafka (Caffèorchidea).
Alcuni racconti di Attilio del Giudice sono stati ospitati sulla rivista letteraria internazionale Storie e su siti dedicati alla cultura come Nazione Indiana, Succedeoggi, Aphorism e Made in Sud Italy.
Per i negozi digitali di Amazon, Mondadori e Feltrinelli ha pubblicato, in formato digitale, le raccolte di racconti Storie dolci feroci e veloci, L'azzardo e Sentimento e Risentimento, una raccolta di 50 poesie.

## Pittura, scrittura e cinema
Attilio del Giudice sviluppa un'intensa attività di pittore e filmmaker, lavorando da solo in opere come Campo di Concentramento e Nous, un murale eliografico apparso in una sequenza del film Teorema di Pier Paolo Pasolini. Negli anni '70 e '80 milita attivamente in Proposta 66, La Comune2 e Junk Culture, gruppi d'avanguardia nati in Campania. Attività che ispireranno in particolare lo scrittore conterraneo Francesco Piccolo. 
Tra le principali opere di gruppo spiccano: I quaderni visivi della Comune 2, Strutture Primarie e Secondarie per un Teatro Zero, la partecipazione all'Operazione Vesuvio promossa da Pierre Restany, Postal Art (Humor Power) e La tomba del Padrone, un’opera satirica installata temporaneamente in Via Caracciolo a Napoli.
Nel 1970 cura con Raffaele Remino la colonna sonora per la personale di Mimmo Paladino, a Caserta, nello Studio Oggetto di Enzo Cannaviello.
Nell'estate 1971 la mostra personale Indagine sull’Inconscio collettivo riceve i riscontri critici di Antonio Del Guercio e Renato Guttuso pubblicati nel catalogo dell'evento.
Filmati di Attilio del Giudice nell'ambito delle poetiche autogestite sono raccolti nell'archivio storico delle Arti Visive della Biennale di Venezia e sono stati oggetto di studi al DAMS di Bologna e presso la cattedra di cinematografia del Corso di Laurea in Lingue e Letterature straniere moderne dell'Università degli Studi di Trieste.
Conduce il blog Le pittate d'ogni giorno, che raccoglie oltre 12.000 dipinti digitali realizzati quotidianamente dal 2008.
Ha partecipato al progetto del collettivo artistico Brigataes per l’opera Cittàlimbo Archives in comodato al MADRE, Museo d'arte contemporanea Donnaregina, di Napoli e successivamente - sempre con Cittàlimbo - agli Archives Web di Brigataes.
Nel 2010 la sua definizione fottamare compare nel glossario Fare l'amore secondo gli scrittori, curato da Francesca Serafini per l'Istituto Treccani.
Nel 2014 la sua novella Il sangue dei fiori, associata a un'opera pittorica di Vincenzo Scolamiero, nel volume Testo a Fronte, sui sodalizi linguistici tra Pittura e Narrativa, viene pubblicata dal magazine Succedeoggi e dalla galleria d'arte Porta Latina, a Roma.
Dal 2021 è presente nelle sezioni "Silentes Project", "Glossario Arte" e "Sdefinizioni" di ES<TATE, il museo virtuale/reale di Brigataes progettato e diretto da Aldo Elefante.
A maggio 2021 presenta sulla rivista Zona di disagio sei racconti inediti per il ciclo “Il Coinvolgimento del Lettore”. 
Nel 2022 il Museo di arte contemporanea - Palazzo delle Arti di Capodrise ospita la mostra "Story Frame", connubio linguistico tra narrativa e fotografia antropologica che ha impegnato Attilio del Giudice, in qualità di narratore, e Massimiliano del Giudice in qualità di fotografo. L'iniziativa ha favorito la pubblicazione del libro omonimo, edito da Terre Blu nello stesso anno.
A giugno 2025 partecipa alla XXIV edizione del premio Racconti nella rete con il racconto È una finzione narrativa ma i riferimenti non sono tutti casuali. Viene proclamato tra i 25 vincitori scelti da una giuria tecnica composta anche da scrittori, giornalisti e registi, tra i quali Chiara Lico e Edoardo De Angelis. I racconti vincitori andranno a comporre un'opera antologica a cura di Demetrio Brandi e pubblicata da Castelvecchi Editore.

## Opere
- Storie terrestri e non, Seri Brokers, 1988
- Eventi precipitati, Ripostes, 1989
- Morte di un carabiniere, Minimum Fax, 1998
- Città amara, Minimum Fax, 2002
- Bloody muzzare', Leconte, 2004
- La vita incagliata, Leconte, 2006
- Una barchetta di carta, Gaffi, 2008
- grafiche per il libro Cronache Ferroviarie di Luigi De Luca, 2017
- L'uccellaccio di Kafka, Caffèorchidea, 2019
- Fabula Inquieta e Scatole Cinesi pubblicato a puntate dalla rivista Zona di Disagio, 2020
- La furbata pubblicato a puntate dalla rivista Zona di Disagio, 2020
- Una manciata di novellette, raccolta di sei racconti brevi, Zona di Disagio, 2021
- Story Frame, Terre Blu, 2022

## Riconoscimenti
- Premio IRI per l'opera Campo di Concentramento (Roma, Palazzo delle Esposizioni)[senza fonte]